# The Diary (Scarface)
The Diary è il terzo album in studio del rapper statunitense Scarface, pubblicato nel 1994.

## Tracce
1. Intro – 1:07
2. The White Sheet – 3:53
3. No Tears – 2:26
4. Jesse James – 4:13
5. G's – 4:39
6. I Seen a Man Die – 4:32
7. One – 4:43
8. Goin' Down – 4:28
9. One Time (Interlude) – 0:58
10. Hand of the Dead Body (featuring Ice Cube & Devin the Dude) – 4:38
11. Mind Playin' Tricks '94 – 3:40
12. The Diary – 2:23
13. Outro – 1:30